# Comuna de Radziechowy-Wiepr
Radziechowy-Wieprz (polaco: Gmina Radziechowy - Wieprz) é uma gminy (comuna) na Polónia, na voivodia de Santa Cruz e no condado de Żywiecki. A sede do condado é a cidade de Wieprz.
De acordo com os censos de 2004, a comuna tem 12 385 habitantes, com uma densidade 187,8 hab/km².

## Área
Estende-se por uma área de 65,94 km², incluindo:
- área agrícola: 53%
- área florestal: 38%

## Demografia
Dados de 30 de Junho de 2004:
|                      | Total   | Total | Mulheres | Mulheres | Homens  | Homens |
| -------------------- | ------- | ----- | -------- | -------- | ------- | ------ |
|                      | pessoas | %     | pessoas  | %        | pessoas | %      |
| População            | 12 385  | 100   | 6288     | 50,8     | 6097    | 49,2   |
| Densidade (pop./km²) | 187,8   | 100   | 95,4     | 95,4     | 92,5    | 92,5   |

De acordo com dados de 2002, o rendimento médio per capita ascendia a 1180,79 zł.

## Comunas vizinhas
- Jeleśnia, Lipowa, Milówka, Świnna, Węgierska Górka, Żywiec